# Корицкий, Александр Осипович
Алекса́ндр О́сипович Кори́цкий, Карицкий (1818—1866) — русский портретный и исторический живописец, последователь «романтического академизма», ученик Карла Брюллова.

## Биография
Родился в семье талантливого инженера-изобретателя польского происхождения О. И. Корицкого, который спустя некоторое время после рождения сына был назначен директором Вышневолоцкой водной системы.

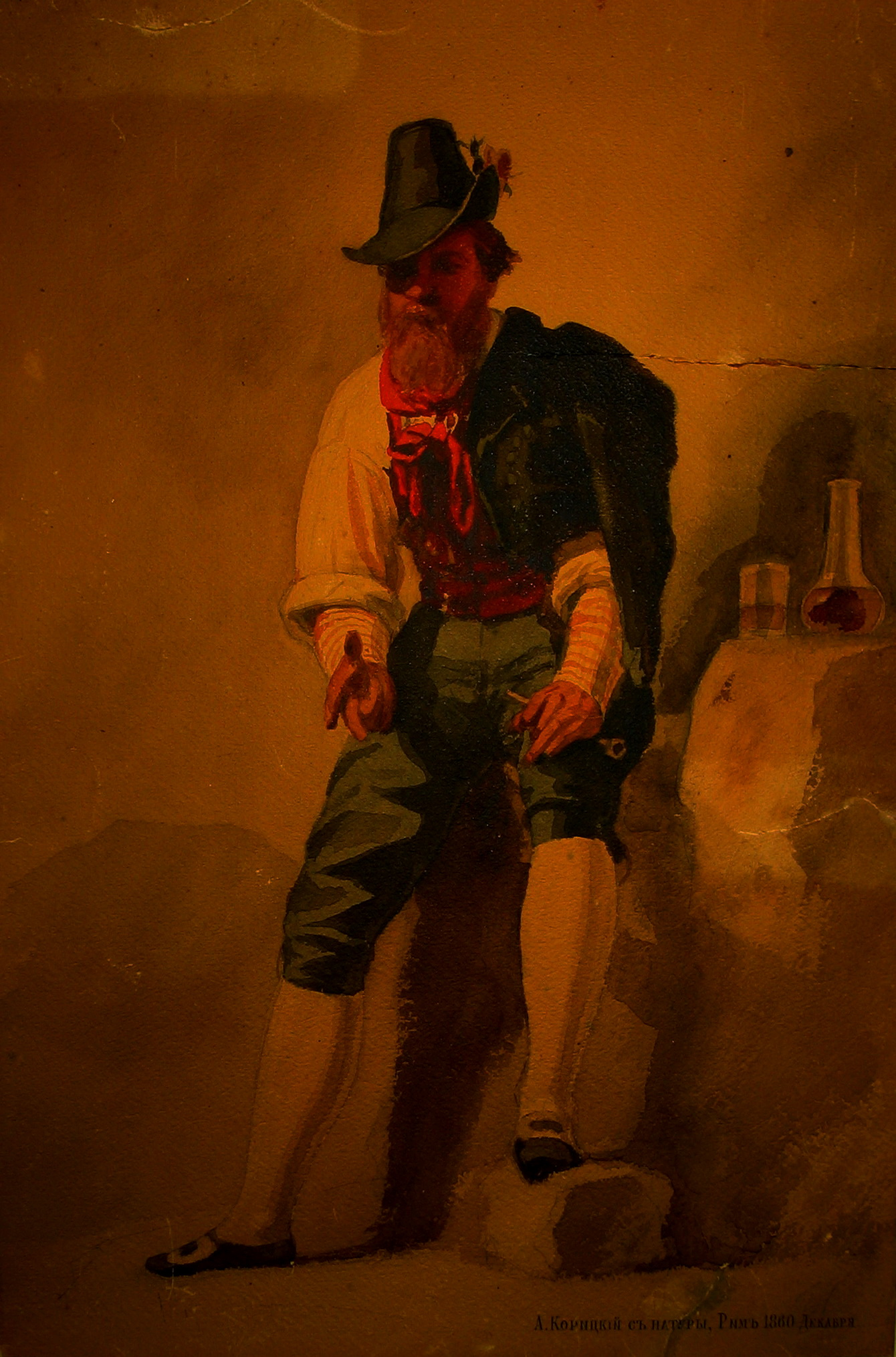
Рисунок «С натуры, Рим 1860 декабря». Худ. А. О. Корицкий. Акварель, 290×430 мм.
Из домашней коллекции Кирилла Федорова.

С 1832 года обучался в Институте корпуса инженеров путей сообщения. Подпоручик, а затем поручик строительного отряда Главного управления путей сообщения.
С 1838 года в качестве вольноприходящего ученика стал посещать классы Императорской Академии художеств; был учеником К. П. Брюллова. В 1842 году за картину «Диоген в бочке» был награждён серебряной медалью 1-го достоинства, за эскиз программы на золотую медаль 2-го достоинства «Орфей выводит Евридику из ада» в 1843 году получил одобрение Совета Академии художеств. В этом же году «по уважению оказываемых успехов в живописи исторической» Совет Академии ходатайствовал перед министром Императорского двора об увольнении Корицкого со службы, однако в увольнении ему было отказано. В 1844 году работал над программой на золотую медаль 2-го достоинства, но был удостоен лишь серебряной медали 2-го достоинства. В этом же году Корицкий давал частные уроки живописи Джеймсу Уистлеру, будущему известному американскому художнику-живописцу. 

... Майор американской службы, «человек, опытный в железнодорожном деле», был приглашен в Россию в 1842 году по распоряжению Николая I на должность совещательного инженера, для консультаций по вопросам строительства Петербурго-Московской дороги. Семья воссоединилась осенью 1843 года, а с 1844 его сын, будущая европейская знаменитость, Джеймс (Джимми, как называли его близкие) Уистлер уже брал частные уроки у студента Императорской Академии художеств Александра Корицкого, служившего при строительном отряде Главного управления путей сообщения. Знакомство подпоручика Корицкого с майором Джорджем Вашингтоном Уистлером состоялось по делам этого ведомства. Документы свидетельствуют о привязанности к Корицкому всех членов семьи Уистлеров, в первую очередь его подопечного Джимми. Показательны письма 1849 года, отправленные Джеймсом Уистлером в Петербург вскоре после отъезда из России в Лондон. Джимми передавал своему наставнику Корицкому нежные приветы, делился художественными новостями, не сомневался в его частых встречах с отцом, интересовался их совместными походами на выставки и сожалел, что их нет рядом... /.../ ... В числе незабываемых событий — знакомство юного Уистлера со знаменитым созданием Брюллова «Последний день Помпеи», которое состоялось во время учебных занятий в Академии художеств, где картина находилась вплоть до 1851 года. Имя и творчество Брюллова постоянно обсуждалось в этой семье благодаря Корицкому, который вошел в круг любимых воспитанников Брюллова, стал одним из самых близких его помощников...— Журнал «Третьяковская галерея», специальный выпуск, 2011 год
В 1845 году выполнил эскиз программы на золотую медаль «Вулкан кует оружие Ахиллесу в присутствии Фетиды».
Только весной 1853 года уволился с военной службы в чине штабс-капитана. Стал служить в Императорском Эрмитаже — помощником начальника II-го отделения.
Умер 9 февраля 1866 года.
А. О. Корицкий — автор большого числа копий с произведений К. П. Брюллова. В собрании В. А. Кокорева находились выполненные Корицким копии с произведений К. П. Брюллова: «Автопортрет», «Итальянское утро», «Итальянский полдень», «Портрет Струговщикова» и другие.